# 沙托布里扬-昂斯尼区
沙托布里扬-昂斯尼区（法語：arrondissement de Châteaubriant-Ancenis）是法国卢瓦尔河地区大区大西洋卢瓦尔省的一个区，在2017年1月由前沙托布里扬区、前昂斯尼区外加南特区的4个市镇合并而成。该区辖有76个市镇。